# Праздники Кыргызстана
Здесь приводится список праздников Кыргызской Республики.
Государственные праздники
- 23 февраля — День защитника Отечества
- 8 марта — Международный женский день
- 21 марта — Нооруз
- 7 апреля — День народной Апрельской революции[2]
- 1 мая — Праздник труда
- 5 мая — День Конституции Кыргызской Республики
- 9 мая — День Победы
- 15 мая — День матери
- 31 августа — День независимости
- 7-8 ноября — Дни истории и памяти предков[3][4] (с 2024 года считается государственным рабочим днём)

Даты мусульманских праздников Орозо-айт и Курман-айт определяются по лунному календарю. При совпадении выходного и нерабочего праздничного дней выходной день переносится на следующий после праздничного рабочий день.
В целях рационального использования работниками выходных и нерабочих праздничных дней Правительство Кыргызской Республики вправе переносить выходные дни на другие дни.